# Магдебургски университет
Университетът „Ото фон Герике“ в Магдебург (на немски: Otto-von-Guericke-Universität Magdeburg) е един от новите германски университети.
Основан през 1993 г., той бързо се превръща във важен образователен център на германската провинция Саксония-Анхалт. Предшественици на университета са няколко висши училища в преобладаващо протестантсткия Магдебург.

## Галерия
- Основна сграда на университета
- Факултет по естествени науки
- Институт по системна биология
- Факултет по информатика
- Факултет по социални науки и науки на духа
- Стопански факултет
- Университетска гинекологична клиника
- Централна университетска библиотека